# Lo scopone scientifico
Lo scopone scientifico è un film del 1972 diretto da Luigi Comencini.
Considerato uno dei capolavori della commedia all'italiana, è stato in seguito inserito, come opera rappresentativa, nella lista dei 100 film italiani da salvare.

## Trama

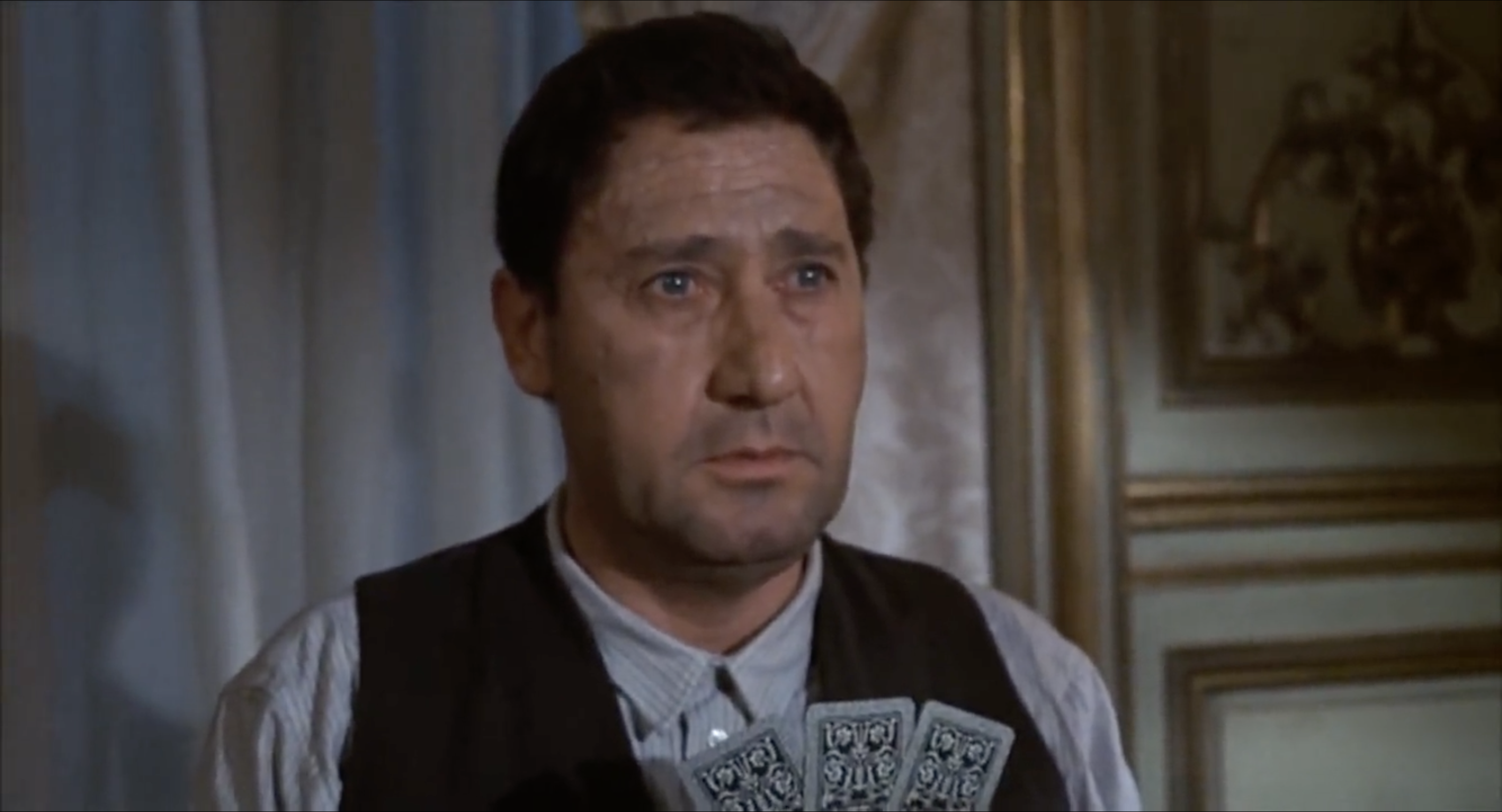
Peppino (Alberto Sordi)

Ancora una volta come negli ultimi 8 anni i romani Peppino, lo stracciarolo, e sua moglie Antonia, attendono con ansia il ritorno di una miliardaria ereditiera statunitense, la vecchia, nella lussuosa villa che affitta ogni primavera, sovrastante le baracche di una borgata di Roma, dove un'umanità varia e indigente sopravvive giorno per giorno. La donna gira il mondo con l'ex amante George, con cui ha fatto coppia in gioventù, ora relegato al ruolo di segretario, autista e compagno di gioco alle carte nelle varie località del mondo che visita per "inseguire la primavera" e curare i suoi affari globali. La miliardaria invita ogni anno, durante il suo soggiorno nella capitale, Peppino e Antonia per giocare assieme allo scopone scientifico.
Peppino e Antonia si sono allenati tutto l'anno e ora è venuto finalmente il momento della grande rivincita. Naturalmente tutta la borgata fa il tifo per Peppino ma soprattutto per Antonia, molto più abile di lui nel gioco. Con la vincita Peppino spera di allargare il suo giro d'affari rilevando un deposito di un rottamatore che si vuole ritirare dal commercio, e Antonia di fare una vita meno grama per sé e per i cinque figli che, confezionando corone e facendo la barba ai morti, lavorano per un parente impresario di pompe funebri. Finora i due hanno perso ma questa volta, con il milione che la vecchia "graziosamente" regala loro ogni volta all'inizio della partita, sono sicuri di vincere.

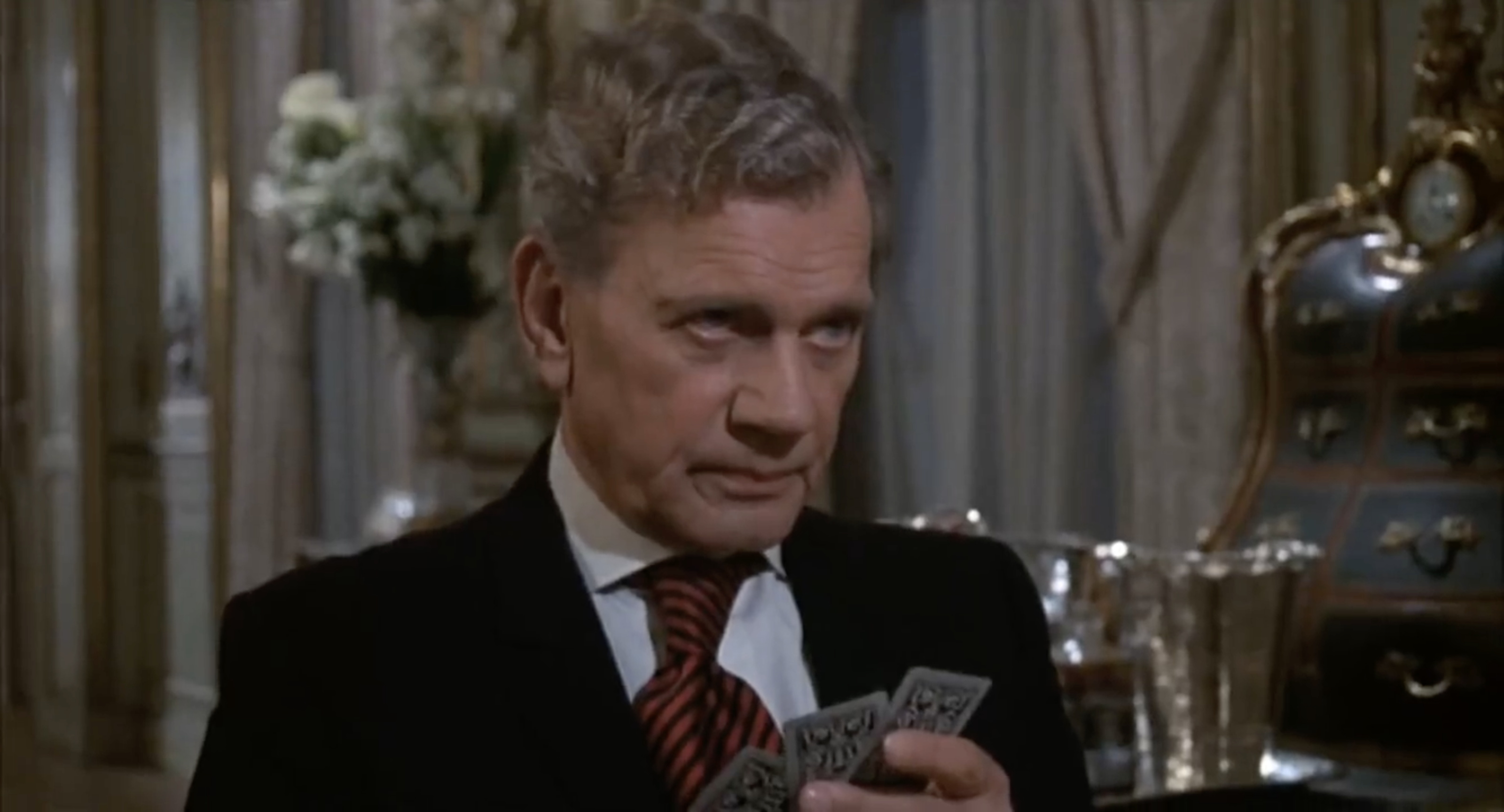
George (Joseph Cotten)

Nonostante la prima sfortunata serata, sembra presentarsi l'occasione propizia. Dopo che Peppino e Antonia hanno vinto 7 milioni di lire, la miliardaria, furibonda e apparentemente sempre più debilitata (soffrirà diversi collassi nel corso del gioco) insiste per una maratona di gioco con puntate al raddoppio. Peppino e Antonia arrivano a vincere più di duecento milioni che finiranno però per perdere nel corso dell'ultima partita, giocata su quello che sembra essere il letto di morte della "vecchia".
Antonia accusa il marito di avere sbagliato nel gioco e accetta, con grande scorno di Peppino, di fare coppia con un suo spasimante, Righetto, giocatore professionista e baro che con il capitale raccolto con i risparmi di tutta la borgata, organizzata dal "professore" - una sorta di dotto e saggio (ma anch'egli scalcinato) consigliere dei borgatari - cercherà di ridurre la vecchia miliardaria sul lastrico.
È una notte di tregenda quella in cui si svolge la fatale partita. Il professore raccoglie i messaggi che gli provengono dalla servitù della villa e li diffonde al popolo: Righetto vince trecento milioni, quattrocento, mezzo miliardo: ce n'è per tutti. La borgata esulta ma alla fine Antonia e il "professionista" riperdono tutto; vanno in fumo non solo i suoi denari investiti nell'impresa, ma anche il suo "onore" di giocatore e baro. 
Righetto tenta il suicidio. Peppino in un impeto di furia aggredisce Antonia che, per raccogliere soldi, ha impegnato la baracca a suon di cambiali con un usuraio, ma poi si riconcilia con lei. I due si rassegnano sperando nell'arrivo della vecchia il prossimo anno. Ma sarà difficile che la miliardaria possa tornare perché Cleopatra, la primogenita di Peppino e Antonia, salutando affettuosamente con tutta la famiglia all'aeroporto la donna in partenza (non prima di aver beffardamente perso anche gli ultimi pochi soldi che le dovevano al gioco della "carta più alta"), le regalerà un dolce che ha confezionato con il veleno per i topi.

## Produzione
Il copione fu ricevuto da Bette Davis nel corso di tre settimane di vacanza alle terme di La Costa a Carlsbad (California). Entro 24 ore l'attrice arrivò a Roma per le riprese, apprendendo solo sul set che il dialogo del film sarebbe stato ripreso in italiano. L'attrice ebbe più tardi a dichiarare: «Alberto Sordi lo avevo soprannominato Alberto Sordid. Ho trovato imperdonabile il suo rifiuto di parlare in inglese con me, visto e considerato che parlava un ottimo inglese».
Questa pellicola è la terza in cui la Davis e Joseph Cotten si sono trovati assieme sul set. In precedenza avevano recitato in Peccato (1949) e Piano... piano, dolce Carlotta (1964).
Le scene in interno ed esterno del film vennero girate in gran parte presso Villa Miani a Monte Mario a Roma.

## Commento
(Luigi Comencini, )
L'Italia di questi anni settanta è in condizioni critiche: i primi segni del terrorismo acuiscono la già forte tensione sociale ed un intero sistema politico si sta sfaldando, ma di tutto questo non c'è traccia nel film di Comencini, che si tiene volutamente lontano dalla realtà e dal cinema "impegnato"; il suo vuol essere un apologo, scritto con la consueta maestria da Sonego sulla base di un avvenimento reale a cui aveva assistito a Napoli nel 1947.
Anche se l'ambientazione richiama quella di un film neorealista, essendovi ritratta assai realisticamente una Roma tutto sommato povera e sottoproletaria, l'atmosfera vuol essere quella di una favola con l'immancabile castello della strega, la villa della miliardaria americana, che domina la valle della baraccopoli romana dove risiedono i protagonisti. La vecchia si presenta inizialmente con l'aspetto della buona e generosa fata, donando i denari ai due ingenui borgatari affinché la possano sfidare alla pari e trattandoli sempre con affabilità, ma nel corso del film assumerà sempre più il suo vero aspetto di strega capricciosa, avida e crudele quando si ritrova dinanzi ad una seria possibilità di sconfitta, mostrandosi pronta a tutto pur di prevalere.

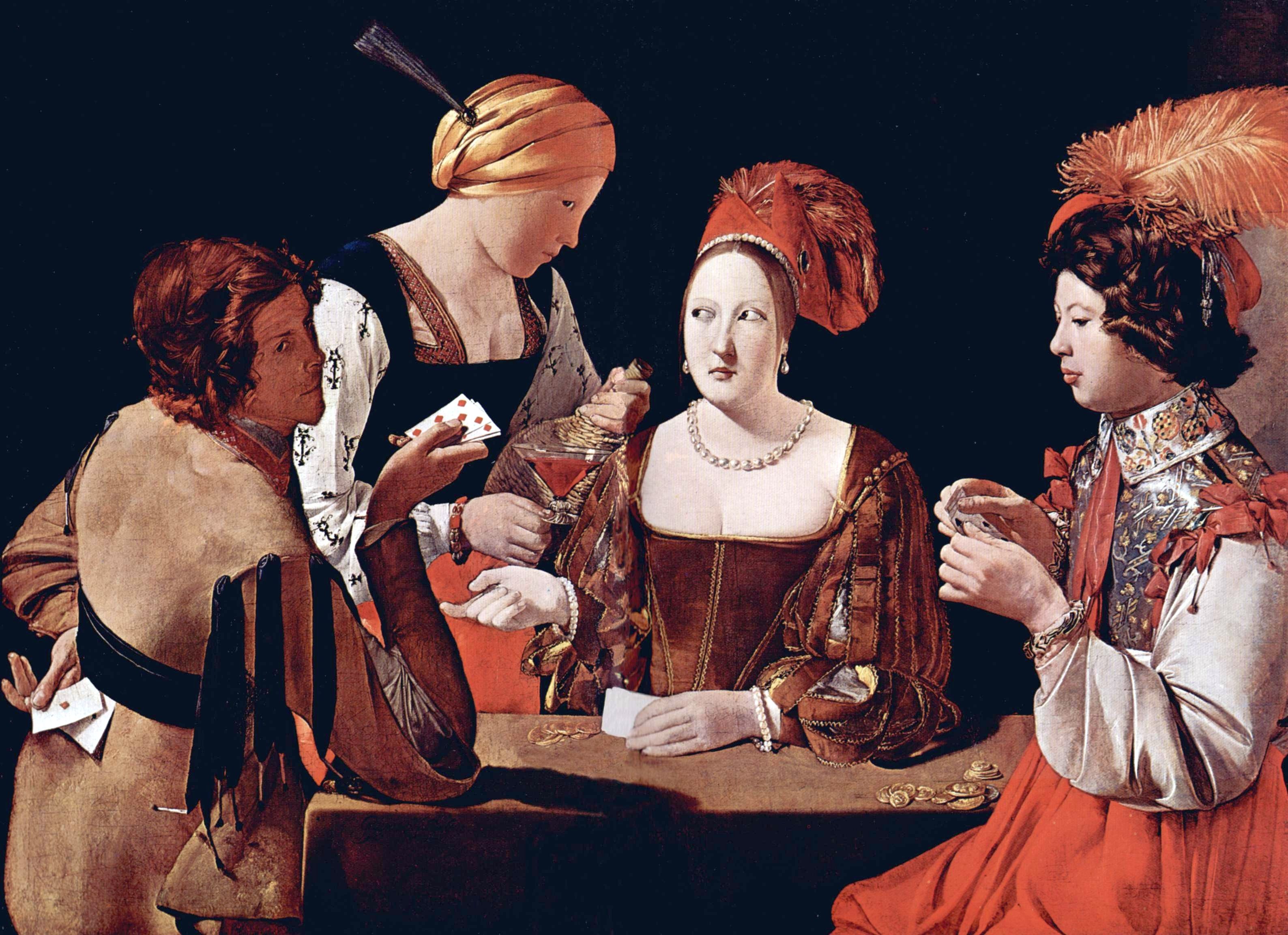
Georges de La Tour, Il baro, museo del Louvre, Parigi.

Un film apolitico dunque che invece contiene una critica fortemente politica: la lotta di classe tra ricchi e poveri; la forza del denaro sempre vincente e moralmente giustificata: chi è il vero baro, Righetto o la vecchia che con tutti i suoi soldi sarà sempre la vincitrice? Alcuni critici vi hanno visto persino una metafora dell'imperialismo americano oppure l'ingenuità del sottoproletariato che cade nell'illusione dell'utopia dell'intellettuale: il "professore" che con i suoi sogni porta il popolo alla rovina.
È comunque necessario sottolineare che il professore, come spiega alla famiglia di Antonia e Peppino una sera nella loro baracca - e Cleopatra è ben attenta a ciò che lui dice -, pensa che "la via più breve per toglierle tutto (alla vecchia), sarebbe la sua eliminazione fisica. Ma siccome ormai da lunghi anni abbiamo accettato questa partita, dobbiamo combatterla scientificamente, e senza pietà". L'illusione intellettuale è dunque per lui null'altro che un ripiego, una forzatura alla quale è stato costretto e che finisce per dominarlo. In quest'ottica, si può intravedere come non sia a caso che Comencini affidi a Cleopatra la soluzione della tragicommedia: una volta perso tutto, senza più speranza di rifarsi e di riuscire a lottare contro il potere (il capitale) sul suo terreno e con le sue stesse armi, i deboli (sotto-proletariato) tornano alla lotta con i propri mezzi, quelli che la vita impone loro di usare quotidianamente per affrontare i problemi di sopravvivenza immediata (il veleno per topi, dai quali sono infestati), e riprendono a mirare, come suggerito dal professore, all'eliminazione fisica.
Grande la recitazione di Alberto Sordi, trasformato volutamente nella maschera di se stesso e quella di Silvana Mangano che sotto l'aspetto borgataro, che non le si confà, conserva l'aristocrazia dei suoi modi e della sua figura. Bette Davis e Joseph Cotten sono le ultime icone di un cinema degli anni trenta e quaranta ormai agonizzante sotto l'assalto della televisione. Cotten pare reincarnare la figura dello Stroheim del Sunset Boulevard wilderiano. L'ex amante George è la vittima della miliardaria ma a sua volta carnefice dei più deboli come Peppino e Antonia i quali nonostante tutto amano entrambi i loro persecutori che vedono avvolti nell'aura edificante della ricchezza.
Ma i veri protagonisti sani della storia sono ancora una volta i bambini di Comencini che con il loro sguardo ingenuo, ma disincantato, hanno la giusta visione della realtà che sfugge agli adulti: «Qui stamo a lavorà, non stamo mica a giocà» dice uno dei figli di Peppino. In modo particolare l'attenzione del regista è sul personaggio di Cleopatra: dirà Comencini:«La bambina è l'unica a possedere la verità. Di fatto, ho portato una grande attenzione a questa bambina, e credo che questo si veda... Ha un senso preciso della realtà, vede le cose come sono, non vive nella stessa illusione della sua famiglia e di tutto il tessuto sociale della baraccopoli in cui si trova: illusione che li porta tutti alla follia». Alla luce dell'episodio finale il nome assegnato alla bambina - dunque al suo ruolo catartico - non appare casuale: rimane però non chiaro se la bambina si propone di eliminare la miliardaria su ispirazione del professore oppure per evitare che in futuro altre perdite di denaro sconvolgano ancora di più la sua famiglia

## Curiosità
Le partite vengono giocate con un mazzo di carte piacentine.

## Riconoscimenti
- 1973 – David di Donatello
  - Miglior attore protagonista a Alberto Sordi
  - Miglior attrice protagonista a Silvana Mangano
- 1973 – Nastro d'argento
  - Migliore attore non protagonista a Mario Carotenuto